# Consejo de Relaciones Exteriores
El Consejo de Relaciones Exteriores (en inglés: Council of Foreign Relations; abreviado como CFR) fundado en 1921, es un think tank sin ánimo de lucro en Estados Unidos especializado en política exterior y relaciones internacionales. Su sede está en la ciudad de Nueva York, y posee una oficina adicional en Massachusetts. Sus miembros, que ascienden a 5.103, han incluido altos cargos políticos, más de una docena de secretarios de estado, directores de la CIA, banqueros, abogados, profesores y destacadas figuras mediáticas. El CFR promueve la globalización, el capitalismo de estado, la reducción de las regulaciones financieras sobre las corporaciones transnacionales y la consolidación económica en bloques regionales como el NAFTA o la Unión Europea y desarrolla políticas de gobierno que reflejan estas metas.
En las reuniones del CFR se convocan a  funcionarios gubernamentales, líderes empresariales mundiales y destacados miembros de la comunidad de inteligencia y política exterior para discutir temas internacionales. El CFR publica la revista Foreign Affairs y dirige el Programa de Estudios David Rockefeller, que influye en la política exterior haciendo recomendaciones a la administración presidencial y a la comunidad diplomática, testificando ante el Congreso, interactuando con los medios de comunicación y realizando publicaciones en materia de política exterior.

## Historia

### Orígenes, 1918 a 1945

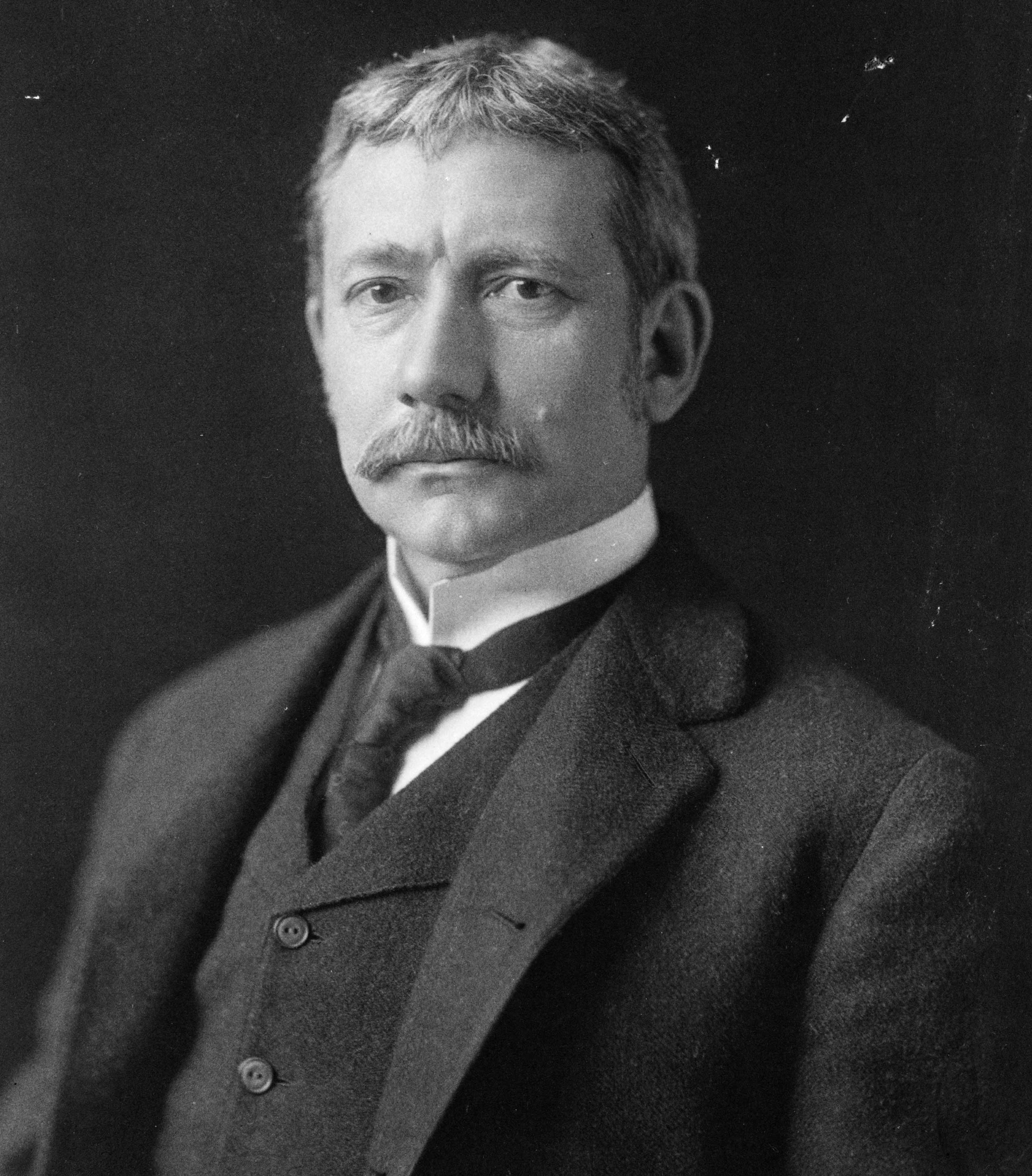
Elihu Root (1845-1937) fue el primer presidente honorario (1921-1937) del Consejo de Relaciones Exteriores. (En la foto, en 1902, a los 57 años).

En septiembre de 1917, casi al final de la Primera Guerra Mundial, el presidente Woodrow Wilson estableció una beca de trabajo de unos 150 académicos llamada "The Inquiry", encargada de informarle sobre las opciones para el mundo de la posguerra tras la derrota de Alemania. Este grupo académico, dirigido por el asesor más cercano de Wilson y amigo de toda la vida, el "Coronel" Edward M. House, y con Walter Lippmann como jefe de investigación, se reunió para definir la estrategia para el mundo de la posguerra.: 13–14  El equipo elaboró más de 2000 documentos que detallaban y analizaban la realidad política, económica y social global que resultaría útil para Wilson en las conversaciones de paz. Sus informes sentaron las bases de los Catorce Puntos, que describieron la estrategia de Wilson para la paz tras el fin de la guerra. Estos académicos viajaron posteriormente a la Conferencia de Paz de París de 1919 y participaron en las discusiones que allí se mantuvieron.: 1–5 

John W. Davis fue el primer presidente electo del CFR

Como resultado de las conversaciones en la Conferencia de Paz, un pequeño grupo de diplomáticos y académicos británicos y estadounidenses se reunió el 30 de mayo de 1919 en el Hotel Majestic de París. Decidieron crear una organización angloamericana llamada "El Instituto de Asuntos Internacionales", con oficinas en Londres y Nueva York.: 12 : 5  Finalmente, los delegados británicos y estadounidenses formaron institutos separados, y los británicos desarrollaron el Real Instituto de Asuntos Internacionales (conocido como Chatham House) en Londres. Debido a las opiniones aislacionistas prevalecientes en la sociedad estadounidense en ese momento, los académicos tuvieron dificultades para ganar impulso con su plan y, en cambio, centraron su atención en una serie de reuniones discretas que se habían estado celebrando desde junio de 1918 en la ciudad de Nueva York, bajo el nombre de "Consejo de Relaciones Exteriores". Las reuniones fueron dirigidas por el abogado corporativo Elihu Root, quien se había desempeñado como Secretario de Estado durante la presidencia de Theodore Roosevelt, y asistieron 108 "altos funcionarios de empresas bancarias, manufactureras, comerciales y financieras, junto con muchos abogados".

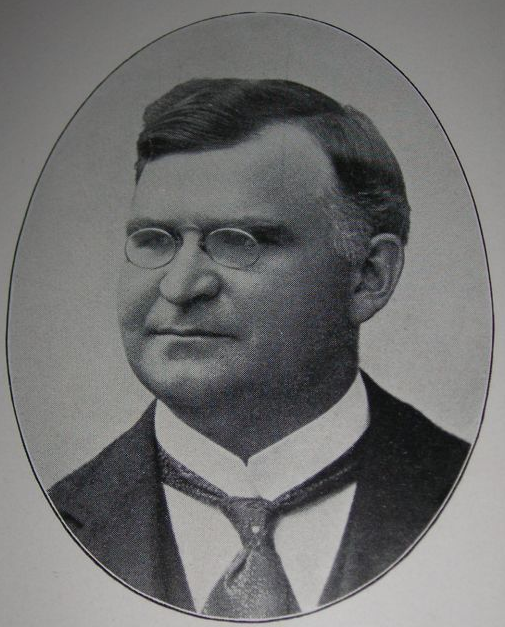
El primer vicepresidente del CFR, el abogado Paul Drennan Cravath

Los miembros eran partidarios del internacionalismo de Wilson, pero estaban especialmente preocupados por "el efecto que la guerra y el tratado de paz podrían tener sobre los negocios de la posguerra".: 6–7  Los investigadores de la investigación vieron la oportunidad de crear una organización que reuniera a diplomáticos, altos funcionarios gubernamentales y académicos, junto con abogados, banqueros e industriales, para influir en la política gubernamental. El 29 de julio de 1921, presentaron su certificación de constitución, formando oficialmente el Consejo de Relaciones Exteriores.: 8–9  Los miembros fundadores incluyeron a su primer presidente honorario, Elihu Root, y al primer presidente electo, John W. Davis, al vicepresidente Paul D. Cravath y al secretario-tesorero Edwin F. Gay.

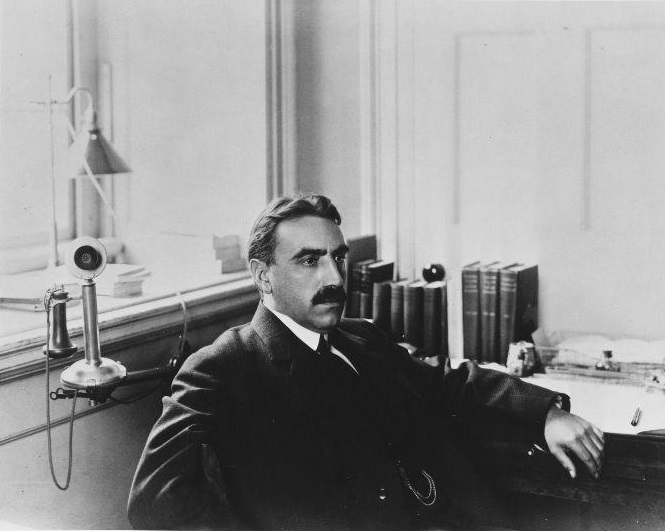
El economista de la Escuela de Negocios de Harvard, Edwin F. Gay, 1908.

En 1922, Gay, exdecano de la Escuela de Negocios de Harvard y director de la Junta Naviera durante la guerra, lideró los esfuerzos del Consejo para iniciar la publicación de una revista que se convertiría en la fuente de referencia en política exterior. Recaudó 125.000 dólares estadounidenses (equivalentes a 2.348.161 dólares en 2024) de los miembros adinerados del Consejo, además de enviar cartas solicitando fondos a los mil estadounidenses más ricos. Con estos fondos, se publicó el primer número de Foreign Affairs en septiembre de 1922. En pocos años, se había consolidado como la revista estadounidense de mayor prestigio en materia de relaciones internacionales.: 17–18 
A finales de la década de 1930, la Fundación Ford y la Fundación Rockefeller comenzaron a apoyar financieramente al Consejo. En 1938, crearon varios Comités de Relaciones Exteriores, que posteriormente pasaron a estar regidos por los Comités Estadounidenses de Relaciones Exteriores en Washington, D.C., en todo el país, financiados por una subvención de la Corporación Carnegie. Se elegiría a hombres influyentes en varias ciudades, quienes luego se reunirían para debatir en sus propias comunidades, además de participar en una conferencia anual en Nueva York. Estos comités locales servían para influir en los líderes locales y moldear la opinión pública para generar apoyo a las políticas del Consejo, a la vez que actuaban como "puestos de escucha útiles" a través de los cuales el Consejo y el gobierno de Estados Unidos podían "percibir el estado de ánimo del país".: 30–31 
Durante la Segunda Guerra Mundial, el Consejo alcanzó una prominencia mucho mayor dentro del gobierno y el Departamento de Estado, cuando estableció los Estudios de Guerra y Paz, estrictamente confidenciales, financiados enteramente por la Fundación Rockefeller.: 23  El secretismo que rodeaba a este grupo era tal que los miembros del Consejo que no participaban en sus deliberaciones desconocían por completo la existencia del grupo de estudio.: 26  Se dividió en cuatro grupos temáticos funcionales: económico y financiero; seguridad y armamento; territorial; y político. El grupo de seguridad y armamento estaba dirigido por Allen Welsh Dulles, quien posteriormente se convirtió en una figura clave en la predecesora de la CIA, la Oficina de Servicios Estratégicos (OSS). El CFR finalmente elaboró 682 memorandos para el Departamento de Estado, que se clasificaron como clasificados y se distribuyeron entre los departamentos gubernamentales correspondientes.: 23–26 

### Era de la Guerra Fría, 1945 a 1979

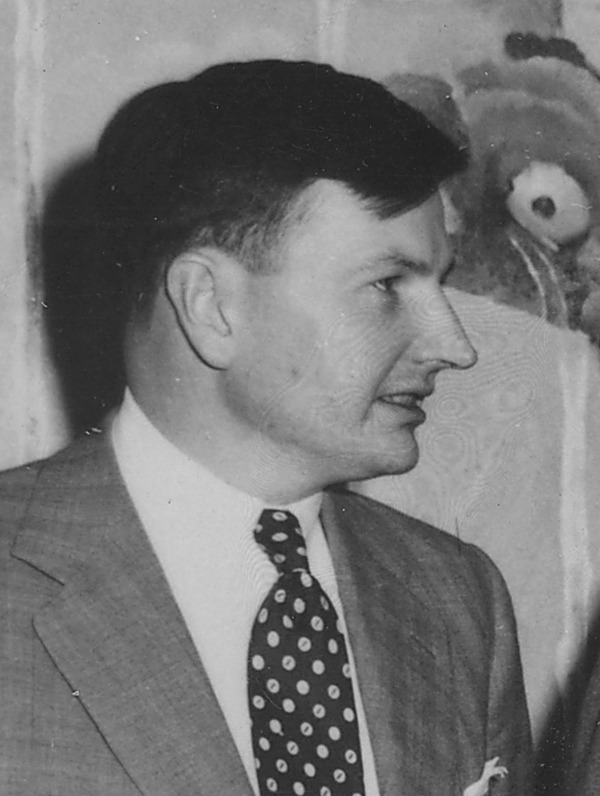
David Rockefeller (1915–2017) se unió al Consejo en 1941 y fue nombrado director en 1949.

Un estudio crítico descubrió que, de 502 funcionarios gubernamentales encuestados entre 1945 y 1972, más de la mitad eran miembros del Consejo.: 48  Durante la administración de Eisenhower, el 40% de los principales funcionarios de política exterior de Estados Unidos eran miembros del CFR (el propio Eisenhower había sido miembro del consejo); bajo el gobierno de Truman, el 42% de los altos cargos estaban ocupados por miembros del consejo. Durante la administración de Kennedy, esta cifra ascendió al 51% y alcanzó un máximo del 57% durante la administración de Johnson.: 62–64 

En un artículo anónimo titulado "Las fuentes de la conducta soviética", publicado en Foreign Affairs en 1947, George Kennan, miembro del grupo de estudio del CFR, acuñó el término "contención". El ensayo tendría una gran influencia en la política exterior estadounidense de siete administraciones presidenciales posteriores. Cuarenta años después, Kennan explicó que nunca sospechó que los rusos desearan lanzar un ataque contra Estados Unidos; creía que era obvio y no necesitaba explicarlo en su ensayo. William Bundy atribuyó a los grupos de estudio del CFR el mérito de haber ayudado a sentar las bases del pensamiento que condujo al Plan Marshall y a la OTAN. Debido al renovado interés en el grupo, el número de miembros aumentó hasta alcanzar los 1000.: 35–39 

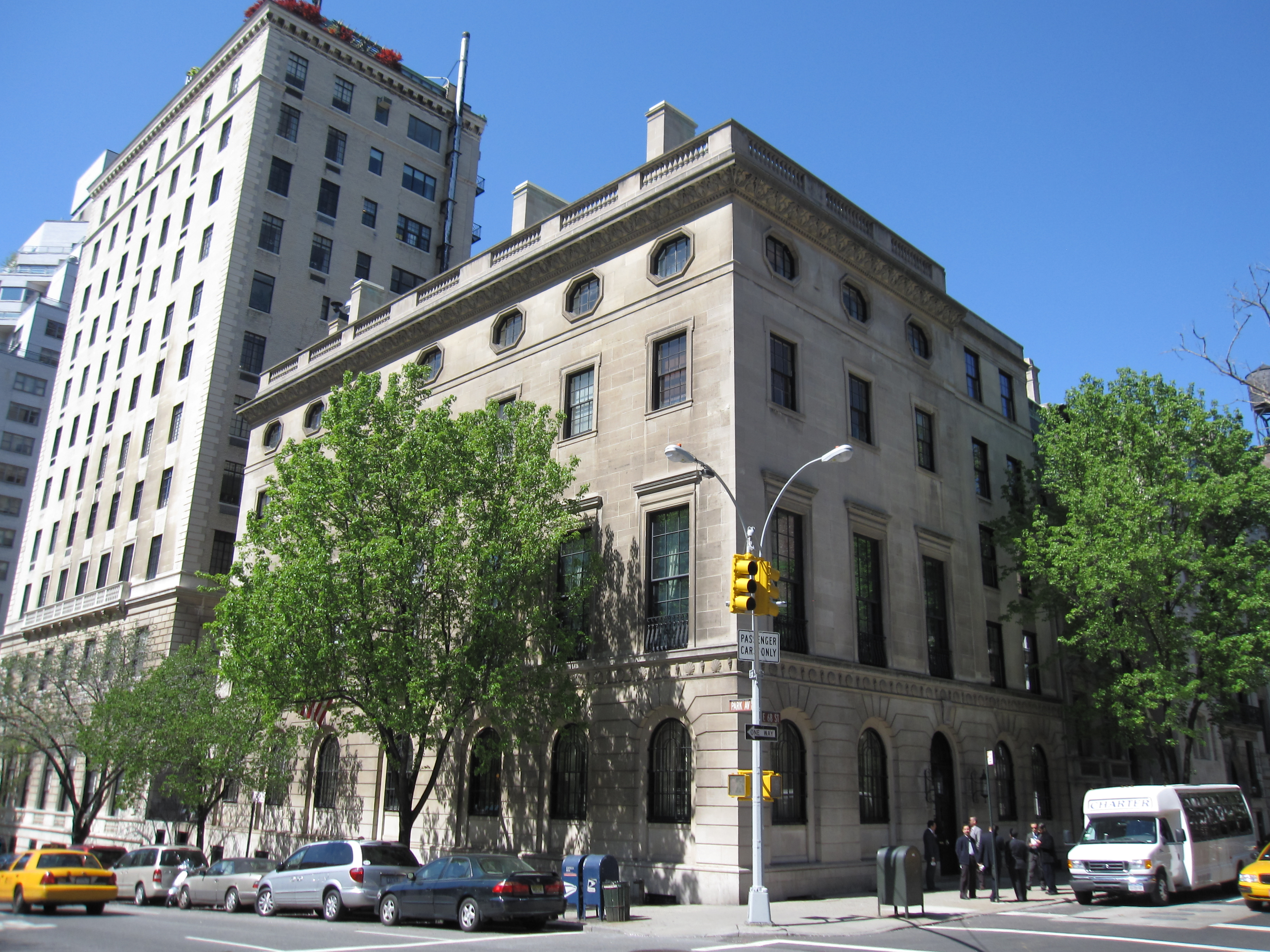
Sede del Council on Foreign Relations, en la antigua Casa Harold Pratt, en Nueva York.

Dwight D. Eisenhower presidió un grupo de estudio del CFR mientras era rector de la Universidad de Columbia. Un miembro comentó posteriormente: «Todo lo que el general Eisenhower sabe de economía, lo ha aprendido en las reuniones del grupo de estudio».: 35–44  El grupo de estudio del CFR ideó un grupo de estudio ampliado llamado "Americanos por Eisenhower" para aumentar sus posibilidades de llegar a la presidencia. Posteriormente, Eisenhower reclutaría a muchos miembros del gabinete de las filas del CFR y se convertiría en miembro del mismo. Su principal nombramiento en el CFR fue el secretario de Estado, John Foster Dulles. Dulles pronunció un discurso público en la Casa Harold Pratt de Nueva York, donde anunció una nueva dirección para la política exterior de Eisenhower: "No existe una defensa local que por sí sola pueda contener el poderoso poder territorial del mundo comunista. Las defensas locales deben reforzarse con la disuasión adicional de un poder de represalia masivo". Tras este discurso, el consejo convocó una sesión sobre "Armas nucleares y política exterior" y eligió a Henry Kissinger para dirigirla. Kissinger dedicó el siguiente año académico al proyecto en la sede del Consejo. El libro homónimo, que publicó a partir de su investigación en 1957, le otorgó reconocimiento nacional, llegando a encabezar las listas de los más vendidos del país.: 39–41 
El CFR jugó un papel importante en la creación de la Comunidad Europea del Carbón y del Acero. El CFR promovió un modelo de la CECA y ayudó a Jean Monnet a promover la ESCS.
El 24 de noviembre de 1953, un grupo de estudio escuchó un informe del politólogo William Henderson sobre el conflicto en curso entre Francia y las fuerzas del Viet Minh del líder comunista vietnamita Ho Chi Minh, una lucha que posteriormente se conocería como la primera guerra de Indochina. Henderson argumentó que la causa de Ho era principalmente nacionalista y que el marxismo tenía "poco que ver con la revolución actual". Además, el informe afirmaba que Estados Unidos podría colaborar con Ho para alejarlo del comunismo. Sin embargo, funcionarios del Departamento de Estado expresaron escepticismo sobre la intervención estadounidense directa en Vietnam, por lo que la idea fue descartada. Durante los siguientes veinte años, Estados Unidos se encontraría aliado con el anticomunista Vietnam del Sur y en contra de Ho y sus partidarios en la guerra de Vietnam.: 40, 49–67 
El Consejo sirvió como "caldo de cultivo" para importantes políticas estadounidenses como la disuasión mutua, el control de armamentos y la no proliferación nuclear.: 40–42 
En 1962, el grupo inició un programa para traer a oficiales selectos de la Fuerza Aérea a la Casa Harold Pratt para estudiar con sus becarios. El Ejército, la Armada y el Cuerpo de Marines solicitaron que se iniciaran programas similares para sus propios oficiales.: 46 
El Consejo realizó un estudio de cuatro años sobre las relaciones entre Estados Unidos y China, entre 1964 y 1968. Un estudio publicado en 1966 concluyó que los ciudadanos estadounidenses estaban más abiertos a dialogar con China que sus líderes electos. Henry Kissinger continuó publicando en Foreign Affairs y fue nombrado asesor de Seguridad Nacional por el presidente Richard Nixon en 1969. En 1971, emprendió un viaje secreto a Pekín para abordar las conversaciones con los líderes chinos. Nixon viajó a China en 1972, y las relaciones diplomáticas se normalizaron por completo gracias a Cyrus Vance, secretario de Estado del presidente Carter y otro miembro del Consejo.: 42–44 
La guerra de Vietnam creó una división dentro de la organización. Cuando Hamilton Fish Armstrong anunció en 1970 que dejaría el timón de Asuntos Exteriores después de 45 años, el nuevo presidente, David Rockefeller, contactó a un amigo de la familia, William Bundy, para que asumiera el cargo. Los activistas pacifistas dentro del Consejo protestaron contra este nombramiento, alegando que el historial de línea dura de Bundy en los Departamentos de Estado y Defensa, así como en la CIA, le impedía hacerse cargo de una publicación independiente. Algunos consideraron a Bundy un criminal de guerra por sus acciones previas.: 50–51 
En noviembre de 1979, mientras presidía el CFR, David Rockefeller se vio envuelto en un incidente internacional cuando él y Henry Kissinger, junto con John J. McCloy y asesores de Rockefeller, persuadieron al presidente Jimmy Carter, a través del Departamento de Estado, para que admitiera al Sha de Irán, Mohammad Reza Pahleví, en Estados Unidos para recibir tratamiento hospitalario por linfoma. Esta acción precipitó directamente lo que se conoce como la crisis de los rehenes en Irán y sometió a Rockefeller a un intenso escrutinio mediático (en particular, del New York Times) por primera vez en su vida pública.
En su libro, Diario de la Casa Blanca, Carter escribió sobre el asunto: "El 9 de abril [de 1979] David Rockefeller llegó, aparentemente para inducirme a dejar que el Sha viniera a los Estados Unidos. Rockefeller, Kissinger y Brzezinski parecen estar adoptando esto como un proyecto conjunto".

## Membresía
El CFR ofrece dos tipos de membresía: vitalicia y temporal, con una duración de 5 años y disponible únicamente para personas de entre 30 y 36 años. Solo los ciudadanos estadounidenses (nacidos o naturalizados) y los residentes permanentes que hayan solicitado la ciudadanía estadounidense son elegibles. Un candidato a miembro vitalicio debe ser nominado por escrito por un miembro del Consejo y secundado por al menos otros tres. Los investigadores visitantes no pueden solicitar la membresía hasta que hayan completado su período de beca.
La membresía corporativa se divide en "Asociados", "Afiliados", "Círculo del Presidente" y "Fundadores". Todos los miembros ejecutivos corporativos tienen la oportunidad de escuchar a oradores, incluyendo jefes de Estado extranjeros, presidentes y directores ejecutivos de corporaciones multinacionales, y funcionarios y congresistas estadounidenses. Los miembros Presidente y Premium también tienen derecho a asistir a pequeñas cenas o recepciones privadas con altos funcionarios estadounidenses y líderes mundiales.
El CFR tiene una serie de reuniones informativas para jóvenes profesionales diseñada para líderes jóvenes interesados en las relaciones internacionales que quieran ser elegibles para una membresía a plazo.
Las mujeres estuvieron excluidas de la membresía hasta la década de 1960.

## Miembros de la junta
A partir de 2024, los miembros de la junta directiva de CFR incluyen:
- David M. Rubenstein (presidente) – cofundador y codirector ejecutivo de The Carlyle Group, regente del Instituto Smithsonian, presidente de la junta directiva de la Universidad de Duke, copresidente de la junta directiva de la Institución Brookings, presidente del Club Económico de Washington y propietario de los Orioles de Baltimore.
- Blair Effron (vicepresidente) – cofundador de Centerview Partners
- Jami Miscik (vicepresidenta) – asesora sénior de Lazard Geopolitical Advisory y directora ejecutiva de Global Strategic Insights; exdirectora ejecutiva y vicepresidenta de Kissinger Associates, Inc. La Sra. Miscik fue directora global de riesgo soberano en Lehman Brothers. También es asesora sénior de Barclays Capital.
- Michael Froman (presidente) – exvicepresidente y presidente de crecimiento estratégico de Mastercard; exrepresentante comercial de EE. UU. (2013–2017) durante la presidencia de Barack Obama.
- Nicholas F. Beim − socio de Venrock
- Afsaneh Mashayekhi Beschloss − fundadora y directora ejecutiva de RockCreek
- Margaret Brennan, moderadora de Face the Nation; corresponsal jefe de asuntos exteriores de CBS News
- Sylvia Mathews Burwell – presidenta de la American University; exsecretaria de Salud y Servicios Humanos de los Estados Unidos (2014-2017) durante la presidencia de Barack Obama
- Kenneth I. Chenault – presidente y director general de General Catalyst
- Tony Coles – presidente ejecutivo de Cerevel Therapeutics; cofundador y copresidente de la Alianza Económica Negra
- Cesar Conde – presidente de NBCUniversal News Group
- Michèle Flournoy – cofundadora y socia directora de WestExec Advisors; cofundadora, exdirectora ejecutiva y actual presidenta del Centro para una Nueva Seguridad Estadounidense (CNAS)
- Jane Fraser – directora ejecutiva de Citi
- Stephen Freidheim – director de inversiones, fundador y socio gerente de Cyrus Capital Partners L.P.
- James P. Gorman – presidente ejecutivo de Morgan Stanley
- Stephen Hadley – director de Rice, Hadley, Gates y Manuel; fue el 21.º asesor de seguridad nacional
- Margaret (Peggy) Hamburg – excomisionada de la FDA de EE. UU.; exsecretaria de Asuntos Exteriores de la Academia Nacional de Medicina
- William Hurd – exrepresentante de Estados Unidos por el distrito 23 del Congreso de Texas (2015–2021); exoficial clandestino de la CIA
- Charles R. Kaye – director ejecutivo de Warburg Pincus
- James Manyika – vicepresidente sénior y director de tecnología y sociedad de Google; socio sénior emérito y presidente emérito del McKinsey Global Institute (MGI)
- Laurene Powell Jobs – fundadora y presidenta de Emerson Collective
- William H. McRaven – profesor de seguridad nacional, Escuela de Asuntos Públicos Lyndon B. Johnson, Universidad de Texas en Austin
- Justin Muzinich – director ejecutivo de Muzinich & Company; exvicesecretario del Tesoro de EE. UU. (2018–2021)
- Janet Napolitano – profesora de políticas públicas, Escuela Goldman de Políticas Públicas, Universidad de California, Berkeley, ex fiscal de los Estados Unidos (1993–1997), fiscal general de Arizona (1999–2003), gobernadora de Arizona (2003–2009) y primera secretaria de Seguridad Nacional del presidente Barack Obama (2009–2013)
- Meghan L. O'Sullivan – directora del Centro Belfer para la Ciencia y los Asuntos Internacionales, profesora Jeane Kirkpatrick de Práctica de Asuntos Internacionales, Harvard Kennedy School
- Deven J. Parekh – director general de Insight Partners
- Charles Phillips – socio gerente y cofundador de Recognize
- Richard L. Plepler – fundador y director ejecutivo de Eden Productions
- Ruth Porat – presidenta, directora de inversiones y directora financiera de Alphabet y Google
- L. Rafael Reif – presidente emérito del Instituto Tecnológico de Massachusetts
- Mariko Silver – presidenta y directora ejecutiva de la Fundación Henry Luce; expresidenta del Bennington College
- James D. Taiclet – presidente, director general y director ejecutivo de Lockheed Martin; miembro asociado del Instituto Americano de Aeronáutica y Astronáutica
- Frances Fragos Townsend – vicepresidenta ejecutiva de asuntos corporativos, secretaria corporativa y directora de cumplimiento de Activision Blizzard
- Tracey T. Travis – vicepresidenta ejecutiva de finanzas y directora financiera de Estée Lauder Companies
- Fareed Zakaria – presentador de Fareed Zakaria GPS de CNN; columnista del Washington Post, editor colaborador de The Atlantic; ex editor jefe de Foreign Affairs (1992-2000)
- Amy Zegart – Morris Arnold y Nona Jean Cox, investigadora principal de la Institución Hoover; profesora de ciencias políticas por cortesía de la Universidad de Stanford
- Jon F. Weber – Inversionista, especialista en reestructuración corporativa y exejecutivo de Icahn Enterprises, Elliott Investment Management y Goldman Sachs Special Situations Group.

### Publicaciones propias
- Council on Foreign Relations en asociación con el Canadian Council of Chief Executives y el Consejo Mexicano de Asuntos Internacionales. Building a North American Community: Report of an Independent Task Force. Washington, DC: Council on Foreign Relations, 2005. (Task Force Observers: Sam Boutziouvis, Canadian Council of Chief Executives; Daniel Gerstein, Council on Foreign Relations; Lawrence Spinetta, Council on Foreign Relations; David Stewart-Patterson, Canadian Council of Chief Executives; varios autores.)

### Libros
- Pierre de Villemarest, Danièle De Villemarest y William Wolf. Facts and Chronicles Denied to the Public. Vol. 1. Slough, Berkshire, UK: Aquilion, 2004. ISBN 1-904997-00-7.
- Grose, Peter. Continuing the Inquiry: The Council on Foreign Relations from 1921 to 1996. New York: Council on Foreign Relations: 1996. ISBN 0-87609-192-3.
- Perloff, James. The Shadows of Power: The Council on Foreign Relations and the American Decline. Appleton, WI: Western Islands, 1988. ISBN 0-88279-134-6.
- Schulzinger, Robert D. The Wise Men of Foreign Affairs. New York: Columbia University Press, 1984. ISBN 0-231-05528-5.
- Shoup, Laurence H., and William Minter. Imperial Brain Trust: The Council on Foreign Relations and United States Foreign Policy. 1977; New York: Authors Choice Press, 2004. ISBN 0-595-32426-6 (10). ISBN 978-0-595-32426-2 (13).
- Wala, Michael. The Council on Foreign Relations and American Foreign Policy in the Early Cold War. Providence, RI: Berghann Books, 1994. ISBN 1-57181-003-X.
- Griffin, G. Edward. The Creature From Jekyll Island. American Media, Westlake Village, California 1994 ISBN 0-912986-18-2.

### Artículos
- Kassenaar, Lisa. «».Archivado el 30 de septiembre de 2007 en Wayback Machine. Bloomberg L.P., 15 de diciembre de 2005. [Perfil del consejo y sus nuevos miembros.]
- Mandel, Daniel y Asaf Romirowsky. «The Council on Foreign Relations Does the Middle East». Middle East Quarterly 12.4 (otoño de 2005).
- Sanger, David E. «Iran's Leader Relishes 2nd Chance to Make Waves». The New York Times, 21 de septiembre de 2006, Foreign Desk: A1, col. 2 (Late ed.-Final) (TimesSelect subscription access).